# 伊納河
53°32′03″N 14°38′08″E / 53.5342°N 14.6356°E
伊納河是波蘭的河流，位於該國西北部，屬於奧得河的右支流，河道全長129公里，流域面積2,189平方公里，河畔城鎮有因斯科、戈萊紐夫和什切青舊城。